# Jan van Luxemburg-Ligny (1370-1397)
Jan van Luxemburg-Ligny (circa 1370 - 2 juli 1397) was van 1371 tot aan zijn dood heer van Beauvoir en Richebourg en van 1394 tot aan zijn dood graaf iure uxoris van Brienne. Hij behoorde tot het huis Luxemburg.

## Levensloop
Jan was de derde zoon van Gwijde van Luxemburg-Ligny, graaf van Saint-Pol en Ligny, en Mahaut van Châtillon, dochter van graaf Jan van Saint-Pol.
Na de dood van zijn vader in 1371 werd Jan heer van Beauvoir en Richebourg. Rond het jaar 1387 huwde hij met Margaretha (1365 - na 1397), dochter van Lodewijk van Edingen, graaf van Brienne. Na de dood van Lodewijk in 1394 erfde Margaretha de graafschappen Brienne en Conversano en de heerlijkheid Edingen, die door Jan in naam van zijn echtgenote geregeerd werden.
Jan van Luxemburg-Ligny overleed in 1397 in Italië.

## Nakomelingen
Jan en zijn echtgenote Margaretha kregen volgende kinderen:
- Peter I (1390-1433), graaf van Brienne en Saint-Pol
- Jan II (1392-1441), graaf van Ligny en Brienne, heer van Guise
- Lodewijk (overleden in 1443), aartsbisschop van Rouen
- Catharina (1393-?)
- Johanna (overleden in 1420), huwde eerst in 1415 met heer Lodewijk van Ghistelles en daarna in 1419 met burggraaf Jan IV van Melun, constable van het graafschap Vlaanderen

## Voorouders
| Overgrootouders | Walram II van Ligny (1275-1353) ∞ Guyotte (-)                               | Walram II van Ligny (1275-1353) ∞ Guyotte (-)                               | Gwijde van Richebourg (1300-1345) ∞ Beatrix van Putten (-)                  | Gwijde van Richebourg (1300-1345) ∞ Beatrix van Putten (-)                  | Gwijde IV van Saint-Pol (-1317) ∞ 1223 Maria van Bretagne (1268-1339)       | Gwijde IV van Saint-Pol (-1317) ∞ 1223 Maria van Bretagne (1268-1339)       | Jan I van Fiennes (1270-1233) ∞ 1240 Isabella van Dampierre (1275-1333))    | Jan I van Fiennes (1270-1233) ∞ 1240 Isabella van Dampierre (1275-1333))    | Jan I van Fiennes (1270-1233) ∞ 1240 Isabella van Dampierre (1275-1333)) | Jan I van Fiennes (1270-1233) ∞ 1240 Isabella van Dampierre (1275-1333)) |
| Grootouders     | Jan I van Luxemburg-Ligny (1300-1364) ∞ Alix van Dampierre (1322-1346)      | Jan I van Luxemburg-Ligny (1300-1364) ∞ Alix van Dampierre (1322-1346)      | Jan I van Luxemburg-Ligny (1300-1364) ∞ Alix van Dampierre (1322-1346)      | Jan I van Luxemburg-Ligny (1300-1364) ∞ Alix van Dampierre (1322-1346)      | Jan van Saint-Pol (-1344) ∞ 1265 Johanna de Fiennes (1307-1353)             | Jan van Saint-Pol (-1344) ∞ 1265 Johanna de Fiennes (1307-1353)             | Jan van Saint-Pol (-1344) ∞ 1265 Johanna de Fiennes (1307-1353)             | Jan van Saint-Pol (-1344) ∞ 1265 Johanna de Fiennes (1307-1353)             |                                                                          |                                                                          |
| Ouders          | Gwijde van Luxemburg-Ligny (1340-1371) ∞ Mathilde van Saint-Pol (1335-1378) | Gwijde van Luxemburg-Ligny (1340-1371) ∞ Mathilde van Saint-Pol (1335-1378) | Gwijde van Luxemburg-Ligny (1340-1371) ∞ Mathilde van Saint-Pol (1335-1378) | Gwijde van Luxemburg-Ligny (1340-1371) ∞ Mathilde van Saint-Pol (1335-1378) | Gwijde van Luxemburg-Ligny (1340-1371) ∞ Mathilde van Saint-Pol (1335-1378) | Gwijde van Luxemburg-Ligny (1340-1371) ∞ Mathilde van Saint-Pol (1335-1378) | Gwijde van Luxemburg-Ligny (1340-1371) ∞ Mathilde van Saint-Pol (1335-1378) | Gwijde van Luxemburg-Ligny (1340-1371) ∞ Mathilde van Saint-Pol (1335-1378) |                                                                          |                                                                          |